# Нумідійці
Нумідійці (лат. numidae, дав.-гр. νομαδιoς від дав.-гр. νομαδος, «кочовики») — греко-римська назва берберських племен, які мешкали на території сучасного Тунісу і Алжиру. Іншим (і давнішим) їхнім ім'ям є етнонім «максії» або ж «макситани».
На території, що їм належала, фінікійці заснували свої колонії — Утіку, Гіппон Акру, Гадрумет, Карфаген. У 814 р. до н. е. їхній ватажок Ярбас сватався до карфагенської володарки Елісси, можливо сподіваючись отримати її місто у «посаг», але невдало. За деякими даними після загибелі Елісси карфагеняни змушені були воювати, і війна завершилася не на користь фінікійців — до 50-х рр. VI ст. до н. е. Карфаген сплачував сусідам данину. З часом, однак, нумідійців відтіснили від узбережжя, а самі вони перетворилися на союзників пунійців — вже наприкінці VI ст. до н. е. разом боролися із спробами греків заснувати свої колонії на африканському узбережжі.
Щонайменше з III ст. до н. е. існував поділ нумідійців на «масилів» (східних нумідійців) і «масесілів» (західних нумідійців). За допомогою римлян ватажок масесілів Масинісса об'єднав під своєю владою усіх нумідійців, створивши самостійну державу — Нумідію (201 до н. е.). За правління Масинісси розпочалася активна урбанізація племен, а кочовики почали переходити до осілості, іноді примусово. Водночас, частина нумідійців опинилася на території римської провінції Африка, а у 46 до н. е. до Риму увійшла і територія Нумідійського царства, що утворила провінцію Нова Африка.
Утім, неофіційно останню продовжували називати Нумідією, тож під словом нумідійці почали розуміти її мешканців, і не лише етнічних нумідійців. З часів пізньої Римської імперії етнонім «нумідійці» поступово витісняє назва бербери (дав.-гр. βάρβαροι, лат. barbari) від βάρβαρος, barbarus — «варвар» або ж власне берберського ber aber — «кочувати в складі племені».